# Nobutaka Taguchi

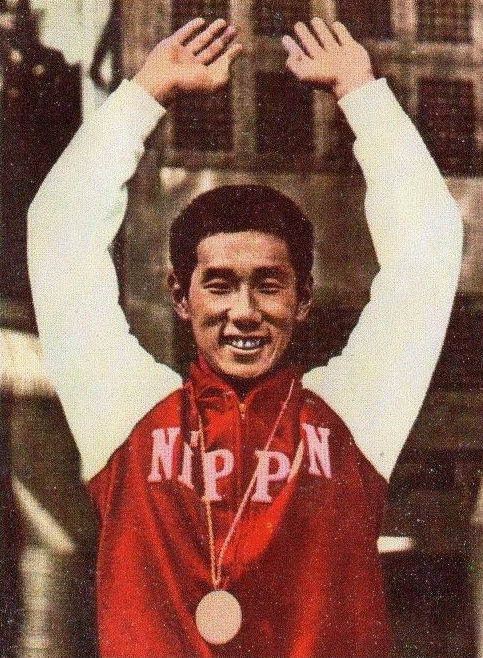
Nobutaka Taguchi

Nobutaka Taguchi (Japans: 田口信教 Taguchi Nobutaka) (Saijo, 18 juni 1951) is een voormalig topzwemmer uit Japan, die in 1972 de gouden medaille won op de 100 meter schoolslag bij de Olympische Spelen van München. Daarnaast verzekerde hij zich in de hoofdstad van Beieren van de bronzen medaille op de dubbele afstand, de 200 meter schoolslag.
Taguchi's eindzege betekende Japans eerste gouden zwemmedaille sinds 1956. Zijn overwinning in München kwam als een verrassing, want de schoolslag werd begin jaren zeventig van de 20e eeuw gedomineerd door John Hencken (Verenigde Staten) en David Wilkie (Schotland). Taguchi vestigde tijdens zijn carrière twee wereldrecords op de 100 meter schoolslag, en werd in 1987 opgenomen in de International Swimming Hall of Fame. Zijn erfopvolger diende zich eind jaren negentig aan in de persoon van Kosuke Kitajima.